# Ficciones
Ficciones es un libro de cuentos escrito por Jorge Luis Borges, publicado en 1944 y compuesto de dos partes: El jardín de senderos que se bifurcan y Artificios; posee dos prólogos.
La crítica especializada ha aclamado esta obra suya como uno de los libros que ayudaron a definir el rumbo de la literatura universal del siglo XX. Asimismo, su publicación en 1944 colocó a Borges en un primer plano de la literatura universal. Fue incluida en la lista de las 100 mejores novelas en español del siglo XX del periódico español «El Mundo», así como también en la lista de los 100 libros del siglo XX del diario francés «Le Monde» y en los 100 mejores libros de todos los tiempos del Club de libros de Noruega.
El libro está dedicado a Esther Zemborain de Torres.

## Historia editorial
El libro se divide en dos secciones llamadas El jardín de senderos que se bifurcan y Artificios. A pesar de ello no difieren en estilo; la única diferencia notable reside en las fechas en que aparecieron los textos y en que la segunda sección es ligeramente más breve que la primera. La división del libro en dos se debe a que la primera parte había sido publicada originalmente tres años antes, en 1941, como un libro individual.
A la serie de cuentos que constituían el libro El jardín de senderos que se bifurcan Borges agregó seis más, agrupados bajo el título general de Artificios, para diferenciarlos de algún modo de los cuentos de aquel y las dos partes, entonces, tomaron el nombre de Ficciones.
En el prólogo de este segundo libro, escrito el 29 de agosto de 1944, Borges señala:

«Aunque de ejecución menos torpe, las piezas de este libro no difieren de las que forman el anterior. Dos, acaso, permiten una mención detenida: La muerte y la brújula, Funes el memorioso. La segunda es una larga metáfora del insomnio. La primera, pese a los nombres alemanes o escandinavos, ocurre en un Buenos Aires de sueños: la torcida Rue de Toulon es el Paseo de julio; Triste-le-Roy, el hotel donde Herbert Ashe recibió, y tal vez no leyó, el tomo undécimo de una enciclopedia ilusoria».

Posteriormente, en 1956, Borges añade tres cuentos más a la colección y los incluye en Artificios.

## Contenido
A continuación se muestra la composición de cada una de las versiones, tanto de los libros prístinos como de la posterior edición doble, Ficciones.

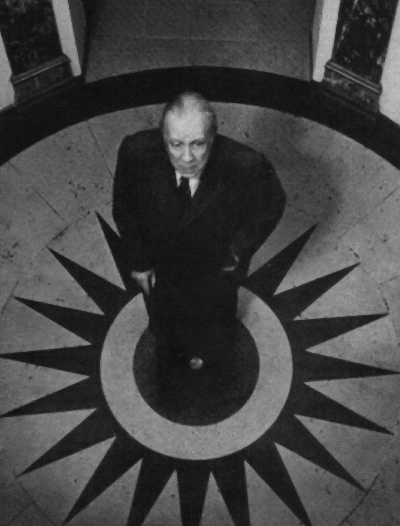
Borges

### El jardín de senderos que se bifurcan
Fue publicado en 1941 por Editorial Sur. Incluye un prólogo escrito por el autor y los siguientes cuentos: Tlön, Uqbar, Orbis Tertius, El acercamiento a Almotásim, Pierre Menard, autor del Quijote, Las ruinas circulares, La lotería en Babilonia, Examen de la obra de Herbert Quain, La biblioteca de Babel y El jardín de senderos que se bifurcan.

### Fechas de publicaciones
Se brindan aquí las fechas de la primera aparición de cada uno de los cuentos agrupadas según el medio en el que fueron publicadas y en orden cronológico.

#### Revista «Sur»
- Pierre Menard, autor del Quijote: publicado en mayo de 1939.[11]

- La biblioteca de Babel: una versión anterior de esta obra fue publicada en el número 59 (en agosto de 1939), con el título La biblioteca total.[12] A su vez, esa narración precursora está basada en una pieza de Kurd Laßwitz titulada Die Universalbibliothek.[13]

- Tlön, Uqbar, Orbis Tertius: la primera aparición de este cuento se dio en el número 68, correspondiente al mes de mayo de 1940.[14]

- Las ruinas circulares: este texto fue publicado en el número 75 en 1940.[14]

- La lotería en Babilonia: fue publicado por primera vez en el número 76, en enero de 1941.[15]

- Examen de la obra de Herbert Quain: obra publicada en abril de 1941 en el número 79.[15]

- Tema del traidor y del héroe: este cuento se publicó en el año 1944.[14] En septiembre de 2013 investigadores del Programa de investigación y búsqueda de fondos borgeanos de la Biblioteca Nacional de Argentina encontraron un manuscrito inédito con el párrafo final de la versión del cuento publicado en Ficciones, no incluido en la versión publicada en la revista «Sur», entre las páginas del número 112 de dicha revista, el mismo donde originalmente se publicó el relato.[16]

- La secta del Fénix: fue publicado en dos números: 215 y 216, en el año 1952.[17]

- La muerte y la brújula: esta obra se publicó en el año 1942 en el número 92.[14]

- El milagro secreto: se publicó en el año 1943.[14]

- Tres versiones de Judas: publicado en 1944.[14]

#### Diario «La Nación»
- Funes el memorioso: fue publicado por primera vez en junio de 1942.[18][19]

- La forma de la espada: se publicó en julio de 1942.[18]

- El fin: se publicó en 1953.[18]

- El Sur: fue publicado por primera vez en 1953.[18] El manuscrito original, datado en el mismo año, es uno de los pocos cuentos que Jorge Luis Borges escribió a mano. En junio de 2002 la casa Christie's lo remató a un precio de € 193.750.[20]

#### En otros medios
- El acercamiento a Almotásim: este es uno de los pocos relatos de Borges que se encuentran publicados en dos libros (otro caso importante es el del relato La intrusa, publicado originalmente en El Aleph y luego republicado en El informe de Brodie, en 1970).[cita requerida] Fue escrito en el año 1935.[21]

- El jardín de senderos que se bifurcan: este cuento fue escrito en el año 1941, y publicado posteriormente en 1944 en la primera edición del libro que trata este artículo.[22][23]

## Sinopsis de los textos

### El jardín de senderos que se bifurcan

#### Tlön, Uqbar, Orbis Tertius
Borges, junto a su amigo Adolfo Bioy Casares, discuten una noche sobre la ejecución de una novela en primera persona cuando, al observar un espejo al fondo de un corredor, éste recuerda que en un tomo de The Anglo American Cyclopaedia figura una frase memorable de un heresiarca de Uqbar sobre lo abominable de los espejos y de la paternidad. Al consultar un tomo de la enciclopedia, que Borges posee en su casa, descubren azorados que allí no hay mención alguna a Uqbar ni al heresiarca, lo cual deja perplejo a Bioy Casares, quien al día siguiente le comunica a Borges que tiene a la vista el artículo, en su copia de la enciclopedia. Este hecho los lleva a investigar sobre Uqbar y a descubrir un terrible secreto.

#### Pierre Menard, autor del Quijote
Borges narra el intento, por parte de Pierre Menard, de reproducir la popular obra de Don Miguel de Cervantes Saavedra, el Quijote.

#### Las ruinas circulares
Borges relata los acontecimientos disparados por el desembarco, cierta noche, de un anciano en una isla que posee unas ruinas circulares dañadas por el fuego.

#### La lotería en Babilonia
En esta narración Borges imagina una lotería que comienza premiando determinados números, y que luego, debido a la nula virtud moral de estos sorteos, instituye las suertes adversas para, de este modo, enfrentar a los compradores de los números al doble albur de ganar una suma o sufrir un castigo en forma de multa. Al multiplicarse los fraudes contra la Compañía (así se llama la institución encargada de dichos sorteos) ésta cambia las multas por días de cárcel, y así comienza a ganar poder, llegando, con el tiempo, a ser omnipotente y ubicua.

#### Examen de la obra de Herbert Quain
Este cuento a modo de ensayo comienza con la mención de la muerte de Herbert Quain, escritor, y su tibia mención por parte de la prensa. Prosigue con el análisis crítico de su obra, la cual, en todos los casos, intenta distinguirse mediante diversos recursos literarios; en el caso de April March se adivina una estructura fractal, simétrica.

#### La biblioteca de Babel
En esta pieza Borges analiza las posibilidades, los axiomas y la historia de esta biblioteca, compuesta —a grandes rasgos— de galerías hexagonales que poseen, cada una, un pozo de ventilación en su centro, cuatro paredes recubiertas de veinte anaqueles distribuidos a razón de cinco por cada una de ellas. Cada galería conecta, por medio de un angosto zaguán, con otra idéntica; cada anaquel alberga treinta y dos libros compuestos por cuatrocientas diez páginas que a su vez contienen cuarenta renglones y cada renglón ochenta letras. Los libros son uniformes, y el alfabeto consta de veinticinco caracteres incluyendo los signos de puntuación.

#### El jardín de senderos que se bifurcan
Se trata de un cuento policial que relata el hallazgo, por parte del doctor Yu Tsun, de un laberinto infinito mientras escapa del capitán Richard Madden, quien está resuelto a matarlo.

### Artificios

#### Funes el memorioso
Este cuento que transcurre en el año 1887 y se ubica en Fray Bentos trata la historia de Ireneo Funes, un muchacho que, luego de un accidente con un caballo redomón, queda tullido y sufre una modificación en su memoria que la convierte en eidética.
Borges cuenta su último encuentro con Ireneo Funes, quien, postrado en su habitación, conversa con él sobre su nueva capacidad; en un momento le describe su idea sobre un nuevo sistema de numeración cuyos guarismos son infinitos, en otro, sobre la futilidad de escribir sus memorias.

#### La forma de la espada
Este cuento narra la historia de la cicatriz de un hombre y se contextualiza en dos momentos históricos: el casi contemporáneo o posterior a la publicación de la obra y el de la Guerra de Independencia de Irlanda en 1922.
Un hombre que tuvo que hospedarse en la estancia "La Colorada" —a causa de una tormenta—, cerca del arroyo Caraguatá, en Tacuarembó, es recibido por un personaje conocido por todos como "El inglés". Luego de beber en exceso, el narrador, al preguntarle al inglés sobre la cicatriz, es testigo de la narración inesperada de una historia de cobardía.

#### Tema del traidor y del héroe
La historia transcurre, confusamente, en Irlanda y en 1824. Fergus Kilpatrick es el personaje principal y el narrador, Ryan, nieto de aquel. El asesinato de su abuelo, su traición y su conspiración son los motivos de la narración.

#### La muerte y la brújula
Es un relato policial en el que el protagonista, el detective Erik Lönnrot, apoyado por el comisario Franz Treviranus, investigan tres crímenes que parecen estar entrelazados entre sí y que acaban en uno último, cuya víctima será el mismo detective Lönnrot.

#### El milagro secreto
Jaromir Hladík es el personaje de este cuento, y su sueño de un ajedrez eterno, su comienzo. Luego la historia describe su arresto y posterior condena a muerte a manos de la Gestapo y por causa de una traducción exageradamente laudada del Sepher Yezirah, y el milagro secreto que ocurre instantes antes de su ejecución final.

#### Tres versiones de Judas
El personaje de esta narración, que transcurre en Lund y en el siglo XX, es Nils Runeberg, miembro de la Unión Evangélica Nacional. En sus obras Kristus och Judas y Den hemlige Frälsaren Nils realiza una apología de Judas Iscariote; una vindicación de sus actos.

#### El fin
El cuento El fin de Jorge Luis Borges trata de un "negro" que fue vencido en la payada y que frecuenta una pulpería a la espera de alguien desde entonces. Recabarren, el dueño de la pulpería, mientras miraba el atardecer por los barrotes de la ventana, preguntó si había algún parroquiano. Un joven, taciturno, le dijo por señas que no; el negro no contaba. Al poco tiempo, Recabarren miró en el horizonte que un jinete (que era forastero) venía acercándose a galope. Él era a quien el negro había esperado por siete años. Los dos se hallan en duelo mientras Recabarren ve el encuentro entre la vida y la muerte y consecuentemente el fin de Martin Fierro .

#### La secta del Fénix
Borges narra la historia y los secretos de una secta que es ubicua y cuyos mistagogos son insospechados. Su único rito consiste en el Secreto, una acción juzgada como penosa, vergonzante, por sus practicantes.

#### El Sur
Borges narra la desventura de Juan Dahlmann, nieto de Johannes Dahlmann, iniciada una tarde de febrero de 1939 cuando, por un descuido, la arista de un batiente en las escaleras de su casa le rubricó la frente, y, producto de ello, cayó enfermo. Su suerte quedaría sellada por ese hecho y por el viaje posterior, al sur, para convalecer a una estancia de su propiedad.